# بانصركلا (دابوي الجنوبي)
بانصرکلا (بالفارسية: بانصرکلا) هي قرية تقع في إيران في قسم دابوي الجنوبی الريفي. يقدر عدد سكانها بـ 864 نسمة بحسب إحصاء 2016.